# Латвийско-эстонская граница

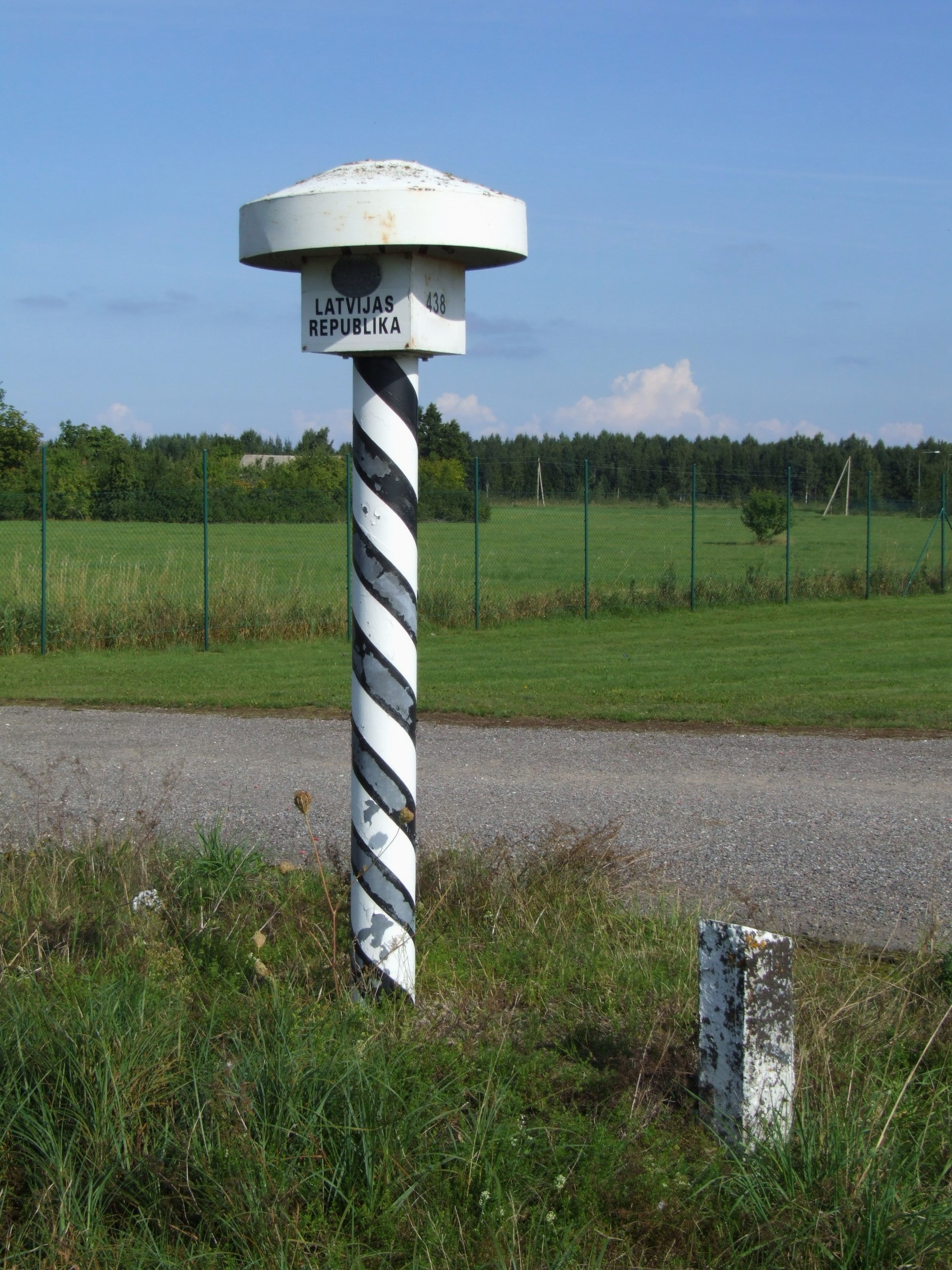
Пограничный столб близ Айнажи

Изменение границ между Эстонией, Латвией и Россией в ходе Второй мировой войны

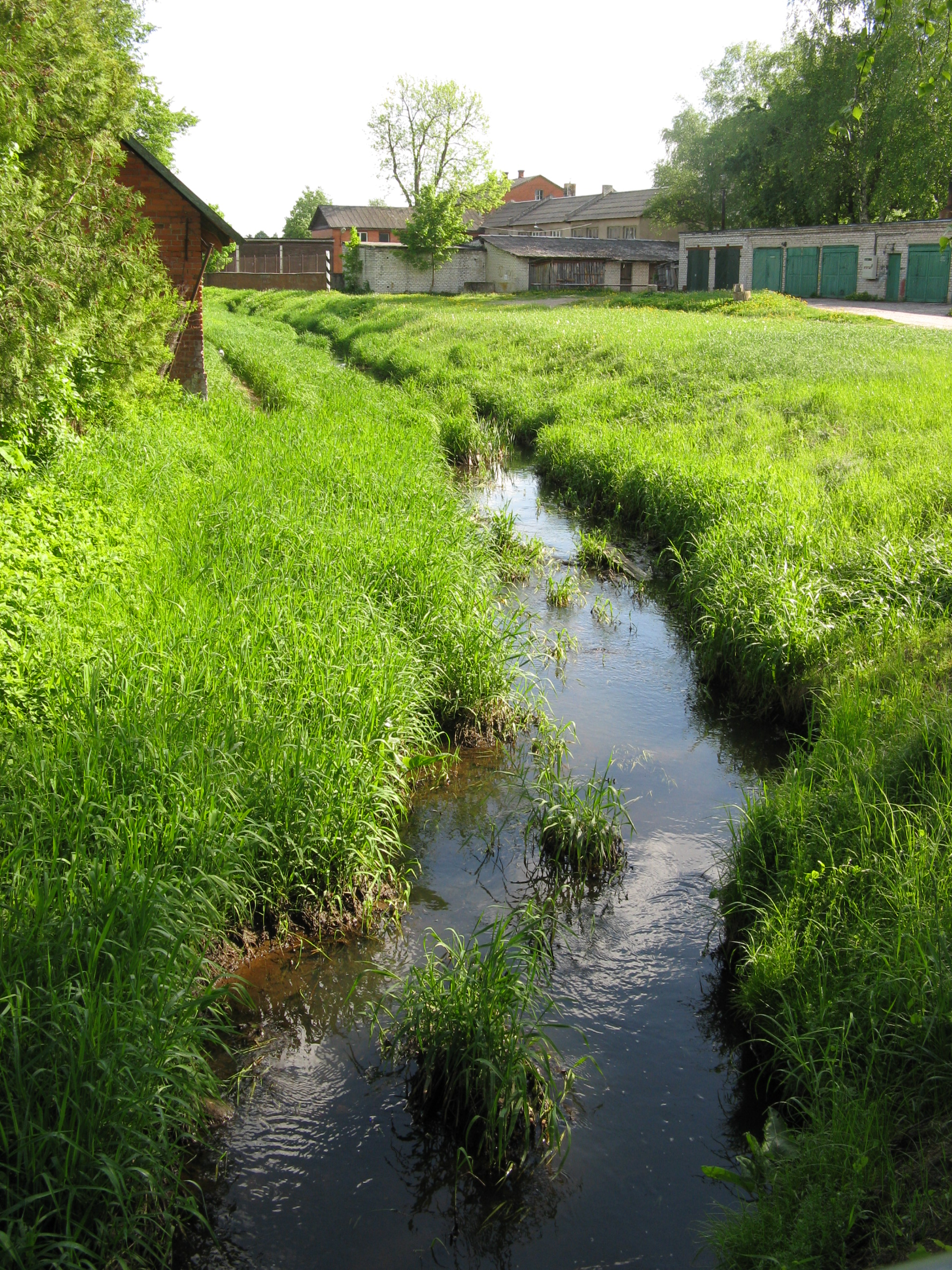
Ручей на границе между Валкой и Валгой

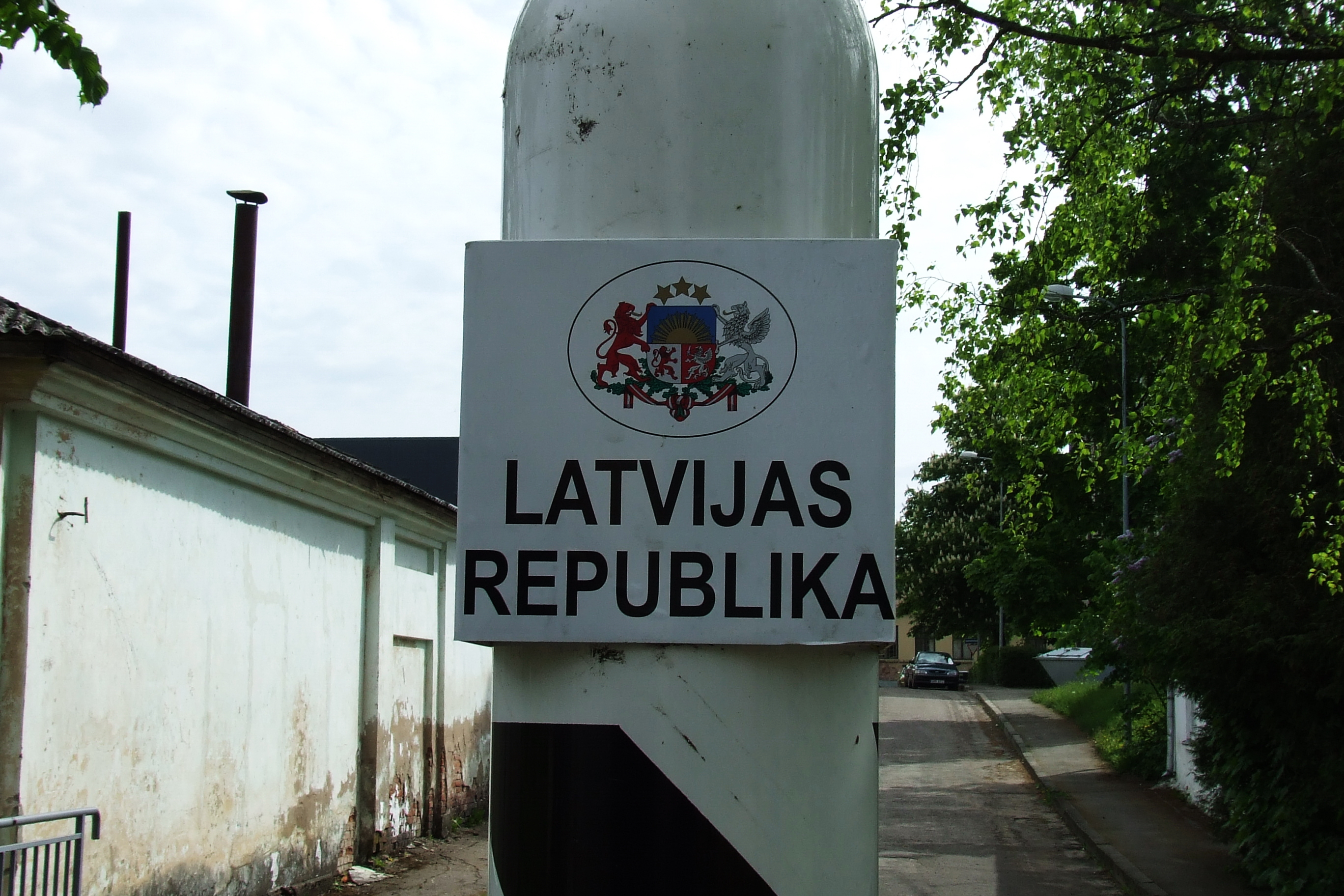
Пограничный столб между Валкой и Валгой

Латвийско-эстонская граница — государственная граница между Латвийской Республикой и Эстонской Республикой. Протяжённость сухопутной границы — 343 км. Государственная граница между странами в целом отражает этническую границу расселения эстонцев и латышей.

## История
Граница Латвии и Эстонии впервые появилась в 1920 году, после провозглашения независимости обеих прибалтийских республик. Вплоть до 1923 года граница между республиками несколько раз уточнялась в ходе референдумов, территориальных уступок, взаимных обменов территориями.
Учитывая конфигурацию границы и смешанный этнический состав населения бывшей Лифляндской губернии, владение определёнными территориями Валмиерского и Валкского уездов породило противоречия между двумя государствами. Эстонию интересовали в первую очередь Апе, Вецлайценская волость, Валк, Лоде, Ипики и Айнажи. Из этих территорий Эстония в итоге получила большую часть города Валка (ныне Валга) в качестве уступки, Каагъярве, приходы Ядра (Соору) и Платера (Лаат), равно как и (после реферндума) деревню Икла к в северной части Айнажи. Апская волость досталась Латвии.
В 1923 году Эстония переуступила Латвии полученную от Советской России преимущественно русскую по этническому составу часть Лавровской волости (эст. Laura vald) бывшего Печорского уезда и 1 июня 1924 года эта часть была объединена с частью бывшей Калнапедзской волости (латыш. Kalnapededzes pagasts), образовав Педедзскую волость (латыш. Pededzes pagasts). Изначально волостное правление разместилось в старом школьном здании бывшей Калнапедзской волости, но в связи с начавшимся учебным сезоном уже осенью оно перебирается в Калнапедедзскую мызу (латыш. Kalnapededzes muiža), откуда в скором времени переезжает в арендуемые у крестьян дома, находящиеся между Караукова (латыш. Kraukova) и Снопова (латыш. Snopova). Позднее эти дома с 3,5 га прилегающей земли выкупает самоуправление для застройки под нужды волости и в сентябре 1928 года волостное правление перебирается в новопостроенное здание.
В 1923 году Латвия отказалась от претензий на остров Рухну, населённый на тот момент преимущественно шведами. Это позволило ей рассчитывать на Эстонию как на своего главного балтийского союзника.
В 1935 году площадь Педедзской волости Валкского уезда составляла 126,5 км², при населении в 3 040 жителей, в том числе: 1 592 русских (52,4 %), 1 322 латышей (43,5 %) и 105 эстонцев (3,5 %).
Свои современные очертания сухопутная граница между республиками приобрела в 1944 году, после того, как Эстонская ССР передала в состав РСФСР большую часть уезда Петсеримаа, который располагался на стыке границ России, Латвии и Эстонии, что сократило длину границы на 32 км.
В 2004 году, после вхождения обеих республик в состав Шенгенской зоны, пункты пропуска на границе, равно как и таможенный контроль, были ликвидированы. Тем не менее, пограничные муниципалитеты по обеим сторонам границы сохраняют существенные различия в плане языка, культуры, законодательной и административной базы, а также имеют разную экономическую конъюнктуру.

## Трансграничные города

### Валка—Валга
На латвийско-эстонской границе расположен один из 6 трансграничных городов Европы Валка—Валга. Исторически возник и развивался как единый город. Во времена Российской империи город входил в этнически смешанную Лифляндскую губернию и являлся центром Валкского уезда.
1 июля 1920 года город был разделён на две части — Валку и Валгу. Бо́льшая, северо-восточная часть города вошла в состав Эстонии.
Существует версия, что отделение части города в пользу Эстонии произошло в знак благодарности за помощь эстонской армии в борьбе за независимость Латвии. Так, 20 сентября 1919 года Бермондт-Авалов, командующий Западной Добровольческой армией, объявил, что он является «представителем русской государственной власти» и принимает на себя всю полноту власти в Прибалтике, игнорируя тем самым факт латвийского суверенитета и существования латвийских органов власти.
7 октября, получив отказ на требование пропустить его войска через территорию Латвии на большевистский фронт, Бермондт-Авалов начал вести против Латвии боевые действия. 9 октября его войсками были заняты западные предместья Риги, а латвийское правительство эвакуировалось в Цесис, запросив военную помощь у правительства Эстонии. 10 октября Бермондт-Авалов вместо продолжения наступления предложил Латвии перемирие. В тот же день в Ригу прибыла эскадра английских крейсеров, а из Эстонии — четыре бронированных поезда. После успешного совместного отражения интервенции Эстония, помимо возмещения расходов по войсковой операции, получила в качестве премии большую часть города Валки.
С 21 декабря 2007 года, после вступления Латвии и Эстонии в Шенгенскую зону, город снова «един»: пограничный контроль отсутствует, в городе действует латвийско-эстонская программа соседства, хотя каждая из двух его частей сохраняет собственные органы управления.
Особенностью национального состава современного трансграничного города является то в обеих его частях присутствует значительное русское (и, шире, русскоязычное) население. В Валге при этом преобладают эстонцы (64,3 %), а в Валке — латыши (73,4 %).

### Айнажи—Икла
В городе Айнажи, расположенном на побережье Рижского залива, на момент референдума в 1920 году эстонцы составляли 22 % населения, поэтому город вошёл в состав Латвии. Однако небольшая деревня Икла, прилегающая к городу с севера, находится в составе Эстонии.

## Экономическая миграция
После вступления Латвии и Эстонии в Евросоюз на границе отмечается миграция населения, общий вектор которой направлен на север. Так, граждане Эстонии в поисках работы активно мигрируют из сельских регионов южной Эстонии в окрестности Таллина и Тарту, а оттуда — в Финляндию. Их рабочие места занимают жители приграничных муниципалитетов Латвии, где уровень жизни и социальной защищённости ниже, чем в Эстонии.